# Kostrzewa (powiat choszczeński)
Kostrzewa (niem. Jakobsdorf) – kolonia w Polsce położona w województwie zachodniopomorskim, w powiecie choszczeńskim, w gminie Drawno. W latach 1975–1998 miejscowość administracyjnie należała do województwa gorzowskiego. W roku 2007 kolonia liczyła 3 mieszkańców. Kolonia wchodzi w skład sołectwa Kiełpino.

## Geografia
Kolonia leży ok. 1,8 km na południe od Kiełpina.